# Fejervarya brevipalmata
Fejervarya brevipalmata är en groddjursart som först beskrevs av Peters 1871.  Fejervarya brevipalmata ingår i släktet Fejervarya och familjen Dicroglossidae. IUCN kategoriserar arten globalt som otillräckligt studerad. Inga underarter finns listade i Catalogue of Life.